# Lex Fridman
Lex Fridman, född 15 augusti 1983 i Tjkalov i Tadzjikiska SSR i Sovjetunionen (nuvarande Böstan i Tadzjikistan), är en rysk-amerikansk datavetare och podcastare. Han är verksam vid Massachusetts Institute of Technology, och driver sedan 2014 podcasten Lex Fridman Podcast.

## Biografi
Vid födseln folkbokfördes han som Aleksej Fedotov (ryska: Алексей Федотов) med moderns flicknamn. Fadern är fysikern Alexander Fridman och bror till Greg Fridman, vilka båda forskar vid C. & J. Nyheim Plasma Institute of Drexel University.
Fridman erhöll doktorsexamen i datavetenskap vid Drexel University 2014 med avhandlingen Learning of Identity from Behavioral Biometrics for Active Authentication. 2015 började han forska och hålla föreläsningar inom djupinlärning och självkörande bilar vid MIT.

### Podcast
Sedan 2018 har Fridman en podcast där han intervjuar forskare, ingenjörer och offentliga personer. Podcasten har gästats av bland annat entreprenören Elon Musk, Facebook-grundaren Mark Zuckerberg, Wikipedia-medgrundaren Jimmy Wales, skådespelaren Matthew McConaughey, rapparen Kanye West, filmregissören Oliver Stone, Israels premiärminister Benjamin Netanyahu, historikern Yuval Noah Harari och Amazon-grundaren Jeff Bezos.